# Serafino Patta
Serafino Patta (* vor 1600 in Mailand; † nach dem 1. November 1619) war ein italienischer Benediktiner, Komponist und Organist.

## Leben
Über Herkunft und Familie des aus Mailand stammenden Serafino Patta ist nichts bekannt. Er war Benediktiner der Cassinensischen Kongregation. Seine Profess legte er am 11. Juli 1595 im Kloster Ss. Spirito e Gallo in Pavia ab. Er war als Organist und Komponist tätig, wobei er vor allem durch seine gedruckten Musikalien bekannt wurde. Diese ließ er zwischen 1606 und 1619 in Venedig vor allem bei Giacomo Vincenti drucken. Sie dokumentieren seine Aufenthaltsorte in verschiedenen Klöstern. 1606 ließ er sein erstes Werk bei Vincenti drucken: Missa, psalmi, motecta ac litaniae in honorem Deiparae [Gottesgebärerin] Virginis quinque vocibus. Es war eine Sammlung, die eine Missa Caro D. BM (Beatae Mariae), ein Domine ad adiuvandum, fünf Vesperpsalmen für ein Marienfest, ein Magnificat, fünf Motetten und eine lauretanische Litanei enthält und ein Handbuch für liturgische Musik darstellt. Er widmete es dem Abt Modesto da Piacenza der Abtei Santa Maria del Monte in Cesena, in welcher Patta zu der Zeit Organist war. Als Organist von San Pietro in Reggio nell’Emilia veröffentlicht er 1609 Sacra Cantica concinenda una, duabus, & tribus vocibus, cum Litaniis B. Mariae Virginis quinque vocibus. Dieses Werk widmete Patti Valeriano Degani, dem Generalprokurator der Cassinensischen Kongregation, einem angesehenen Mathematiker. Die Sammlung enthält dreißig Motetten und Litaneien und wurde 1611 ohne Widmung erneut gedruckt. Eine Motette zu zwei Stimmen und das abschließende Agnus Dei der Litanei stammen vom Kapellmeister des Doms von Reggio nell’Emilia Aurelio Signoretti. 1613 veröffentlichte er als Organist der Basilica del Santissimo Salvatore in Pavia erneut bei Giacomo Vincenti Sacrorum canticorum una, duabus, tribus, quatuor, et quinque vocibus ... liber secundus. Das Werk umfasst neben dem abschließenden Magnificat 39 Motetten. 1614 immer noch in Pavia, veröffentlichte er Motetti et madrigali cavati da le poesie sacre ... per cantare solo nell'organo, clavicordo, chitarone, & altri istromenti, ein Buch mit dreizehn lateinischen Motetten und zwölf italienischen Madrigalen zu Texten aus Pietosi Affetti von Angelo Grillo. Es sind frühe Beispiele von Andachtsmonodien im Stile des ein Jahr zuvor erschienenen Canoro Pianto di Maria Vergine sopra la faccia di Christo Estinto zu Texten Grillos, ebenfalls bei Bartolemeo Magni in Venedig verlegt. Zurück in der Abtei in Cesena veröffentlichte Patta 1619 Psalmi integri cum duobus canticis Beatae Mariae Virginis ad vesperas totius anni quinque vocibus in Organo concinendi. Dieses Werk widmete er Graziano Trizio, dem Abt von S. Paolo fuori le Mura in Rom. Patta ist vermutlich nach dem 1. November 1619, dem Tag der Veröffentlichung der Psalmen, gestorben. 1621 wurde die bis dahin unveröffentlichte Motette Ad te desiderat anima mea von Lorenzo Calvi in die Sammlung Symbolae diversorum musicorum aufgenommen.

## Werke
Serafino Patta komponierte diverse Messen, fünf- und sechsstimmige Motetten, Madrigale und Psalmvertonungen.
- Missa, psalmi, motecta ac litaniae in honorem Deiparae Virginis, quinque vocibus ... adita etiam infima pars pro organo continuata, Giacomo Vincenti, Venedig, 1606 I  Missa Caro D.B M. II Domine ad adiuvandum III Dixit dominus IV Laudate pueri V Laetatus sum  VI Nisi dominus VII Lauda Hierusalem VIII Magnificat IX Ave gratia plena X Quomodo filet istud XI Beata viscera Mariae Virginis XII Audite me XIII Anima mea liquefaĉta eſt XIV Litanie B. Marię. RISM ID: 990048621
- Sacra Cantica concinenda una, duabus, & tribus vocibus, cum Litaniis B. Mariae Virginis quinque vocibus, auctore D. Seraphino Patta Mediolanensi Monaco Casinensi in Ecclesia S. Petri Regij Organista. Nunc primum in lucem aedita, Giacomo Vincenti, Venedig, 1609 RISM ID: 1001185723 (Digitalisat bei http://www.bibliotecamusica.it/)
- Sacra Cantica concinenda una, duabus, & tribus vocibus, cum Litaniis B. Mariae Virginis Quinque vocibus, simulque cum Basso generali pro Organo, Auctore D. Seraphino Patta Mediolanensi Monaco Casinensi in Ecclesia Sancti Petri Reggij Organista Nunc iterum in lucem aedita & diligenter castigata, Giacomo Vincenti, Venedig, 1611 RISM ID: 990048622 (Digitalisat bei http://www.bibliotecamusica.it/)
- Sacrorum canticorum una, duabus, tribus, quatuor, et quinque vocibus, D. Seraphini Pattae Mediolanensis Monachi Cassinensis, & in Ecclesia Sancti Saluatoris Papiae Organistae Liber Secundus cui inseruntur Cantiones quaedam instrumentis tantum accommodatae, cum parte infima pro Organo. Nunc primum in lucem aeditum, Giacomo Vincenti, Venedig, 1613 RISM ID: 990048622 (Digitalisat bei http://www.bibliotecamusica.it/)
- Motetti et madrigali cavati da le poesie sacre ... per cantare solo nell’organo, clavicordo, chitarone, & altri istromenti, gedruckt bei Gardano und verlegt bei Bartolomeo Magni in Venedig, 1614 RISM ID: 990048624
- Psalmi integri cum duobus canticis Beatae Mariae Virginis ad vesperas totius anni quinque vocibus in Organo concinendi. Auctore P. D. Seraphino Patta Mediolanensi nunc primum in lucem aediti., Alessandro Vincenti, Venedig, 1619 RISM ID: 990048625
- Ad te desiderat anima mea, Motette, in: Symbolae diversorum musicorum, herausgegeben von Lorenzo Calvi, Alessandro Vincenti, Venedig, 1621 RISM ID: 993121544.